# Herbert Witherspoon

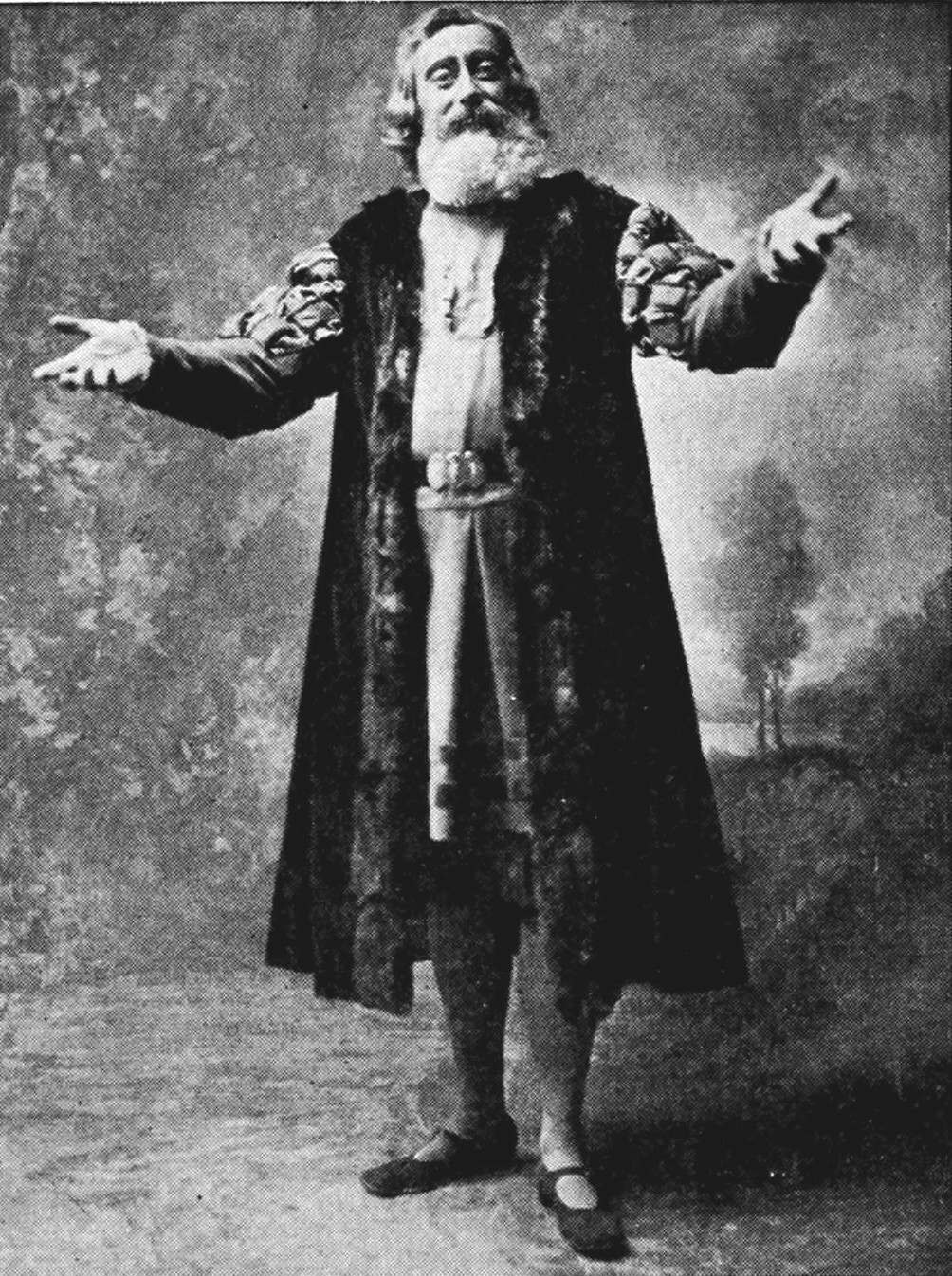
Wagner - I maestri cantori di Norimberga - Herbert Witherspoon come Pogner

Herbert Witherspoon (Buffalo, 21 luglio 1873 – Manhattan, 10 maggio 1935) è stato un basso e impresario teatrale statunitense.

## Biografia
Si laureò nel 1895 in Arti all'Università Yale, dove si era esibito come membro del Yale Glee Club. Dopo aver lasciato la scuola studiò musica con Horatio Parker, Edward MacDowell e Gustav Stoeckel. Witherspoon studiò anche canto con Walter Henry Hall e Max Treumann a New York. Per ulteriori studi viaggiò in Europa. Lavorò a Parigi con Jean-Baptiste Faure e Jacques Bouhy e a Milano con Francesco Lamperti, inoltre studiò anche a Londra e Berlino.
Debuttò come cantante nel 1898 con una piccola compagnia a New York e presto fece molte apparizioni in concerto e in oratori. Il 26 novembre 1908 fece il suo debutto con il Metropolitan Opera come Titurel nel Parsifal di Richard Wagner. Rimase con la compagnia fino al suo ritiro dal canto nel 1914, quando decise di concentrarsi sull'insegnamento. Il 20 giugno 1916 a Manhattan sposò Florence Hinkle come sua seconda moglie.
Fece molte registrazioni per la Victor Talking Machine Company tra il 1907 e il 1917.
Nel 1925 Witherspoon divenne presidente del Chicago Musical College. Nel 1930 direttore artistico del Civic Opera House di Chicago e nel 1931 subentrò come presidente del Conservatorio di Cincinnati. Forte del suo lavoro in queste posizioni Witherspoon fu designato come successore di Giulio Gatti Casazza quando quest'ultimo si ritirò come direttore generale del Metropolitan.
Dopo la morte di Florence Hinkle nel 1933 sposò Blanche Sternberg Skeath.
Morì il 10 maggio 1935 al Metropolitan Opera House. Mancavano appena sei settimane al suo incarico come direttore generale, quando crollò alla sua scrivania a causa di un attacco di cuore durante un incontro con Edward Ziegler, assistente vicedirettore. Le sue ultime parole, dopo che Ziegler gli diede la notizia che gli abbonamenti per la stagione 1935-1936 superavano le aspettative, furono: "È grandioso". Nel 1944 la sua vedova divenne amministratore delegato del nuovo Ballet International. Nel suo testamento lasciò denaro alla Biblioteca del Congresso per acquistare sceneggiature musicali da donare a nome di Florence Hinkle, la sua seconda moglie. Il resto della sua proprietà andò alla sua terza moglie, Blanche Sternberg Skeath.

## Eredità
A Witherspoon succedette come direttore generale del Metropolitan Opera il tenore Edward Johnson. Durante la sua carriera insegnò anche canto privatamente. Uno dei suoi studenti fu il soprano Mabel Garrison.

## Opere e pubblicazioni
- 36 lessons in singing for teacher and student. OCLC 023968287
- Singing; a treatise for teachers and students. OCLC 000911719